# Seeta bint Abd al-Aziz Al Sa'ud
Sīta bint ʿAbd al-ʿAzīz Āl Saʿūd (Riad, 1930 – Riad, 13 aprile 2011) è stata una principessa saudita.

## Primi anni di vita
La principessa Seeta è nata nel 1930 da re Abd al-Aziz e Fahda bint Asi Al Shuraim, una delle sue due mogli appartenenti alla famiglia Al Rashid. Era la sorella minore di re Abd Allah al quale era molto vicino.

## Attività
Seeta è stata molto attiva negli sforzi caritatevoli e nella formazione di gruppi femminili, come il Consiglio delle principesse. Inoltre, nel 2009 e nel 2010, sono nati sotto il suo patrocinio, il primo e il secondo Forum femminili. Nel maggio 2011, sotto il suo patrocinio è stata organizzata una conferenza dal titolo "Le donne saudite di domani". Ha sponsorizzato molti enti di beneficenza nel regno e ha effettuato donazioni a molti programmi di ricerca e progetti di welfare famigliare. Sotto la sua protezione, sono nate organizzazione che si occupano di promuovere l'occupazione femminile.

### Consiglio delle principesse
Nel 2003, la principessa Seeta ha avviato i lavori del Consiglio delle principesse. Questo organismo è stato progettato per coinvolgere anche i membri di ciascun ramo secondario della famiglia reale. È stato il primo consiglio di famiglia per i reali di sesso femminile. Tutti i membri sono stati invitati ad impegnarsi nel lavoro sociale, nella sanità, nell'infanzia, nelle questioni femminili e negli affari. Il consiglio è diventato un organismo importante nella famiglia reale. Invece di concentrarsi sulle opere di beneficenza, funziona come un think tank e uno strumento di unione.
Il consiglio è progettato per riunirsi normalmente, due volte al mese, ogni due settimane, per due o tre ore. Sono oggetto di discussione le questioni sociali incentrate su temi femminili. I risultati di questi incontri sono per lo più proposte non vincolanti per la risoluzione di alcuni problemi e petizioni alle competenti istituzioni governative. Nella fase iniziale, il numero delle componenti era di ventidue. Attualmente partecipano ai lavori trenta donne della famiglia reale.

## Vita personale
Seeta ha sposato Abd Allah bin Muhammad bin Sa'ud Al Kabir, appartenente al ramo cadetto della Casa di Sa'ud degli Al Kabir. Il marito morì nel gennaio 1994, all'età di 68 anni.
Ha avuto tre figli: Fahd, Noura e Turki. Suo figlio, Turki, è stato consigliere di re Abd Allah ed è stato ufficiale militare nella Guardia Nazionale negli anni '80. Un altro figlio, Fahd, è stato vice ministro della difesa. I figli della principessa Seeta sono considerati membri importanti del ramo Al Kabir degli Al Saud. La figlia della principessa Seeta, Noura (nata nel 1958), è sposata con Khalid bin Abd Allah, figlio maggiore di re Abd Allah.

## Morte e funerale
La principessa è morta il 13 aprile 2011, dopo lunga malattia. Le preghiere funebri si sono tenute presso la moschea Imam Turki bin Abd Allah di Riad il giorno successivo. Alle esequie hanno partecipato re Abd Allah, il principe ereditario Sultan, i principi Nayef, Salman, Bandar, Turki, altri principi di alto livello e il primo ministro del Libano Saad Hariri. Il presidente degli Stati Uniti Barack Obama ha telefonato a re Abd Allah per trasmettergli le sue condoglianze. È sepolta nel cimitero al-'Ud di Riad.

## Albero genealogico
|                                                   |   |                                                       | Genitori                                                |  |  | Nonni |  |  | Bisnonni                              |  |  | Trisnonni                       |  |
|                                                   |   |                                                       |                                                         |  |  |       |  |  | Faisal bin Turki bin Abdullah al-Saud |  |  | Turki bin Abdullah bin Muhammad |  |
|                                                   |   |                                                       |                                                         |  |  |       |  |  | Faisal bin Turki bin Abdullah al-Saud |  |  | Turki bin Abdullah bin Muhammad |  |
|                                                   |   | Hia bint Hamad bin Ali al-Faqih Angari Tamimi         |                                                         |  |  |       |  |  | Faisal bin Turki bin Abdullah al-Saud |  |  |                                 |  |
| ʿAbd al-Raḥmān Āl Saʿūd                           |   |                                                       |                                                         |  |  |       |  |  | Faisal bin Turki bin Abdullah al-Saud |  |  |                                 |  |
|                                                   |   | Sarah bint Mishari bin Abdulrahman bin Hassan al-Saud | Mishari bin Abdulrahman bin Hassan bin Mishari bin Saud |  |  |       |  |  |                                       |  |  |                                 |  |
|                                                   |   | Sarah bint Mishari bin Abdulrahman bin Hassan al-Saud | Mishari bin Abdulrahman bin Hassan bin Mishari bin Saud |  |  |       |  |  |                                       |  |  |                                 |  |
|                                                   |   | Sarah bint Mishari bin Abdulrahman bin Hassan al-Saud | …                                                       |  |  |       |  |  |                                       |  |  |                                 |  |
| Abd al-Aziz dell'Arabia Saudita                   |   | Sarah bint Mishari bin Abdulrahman bin Hassan al-Saud |                                                         |  |  |       |  |  |                                       |  |  |                                 |  |
|                                                   |   | Ahmed al-Kabir bin Mohammed al-Sudairy                | Mohammed bin Turki bin Suleiman al-Sudairy              |  |  |       |  |  |                                       |  |  |                                 |  |
|                                                   |   | Ahmed al-Kabir bin Mohammed al-Sudairy                | Mohammed bin Turki bin Suleiman al-Sudairy              |  |  |       |  |  |                                       |  |  |                                 |  |
|                                                   |   | Ahmed al-Kabir bin Mohammed al-Sudairy                | …                                                       |  |  |       |  |  |                                       |  |  |                                 |  |
| Sarah bint Ahmed al-Kabir bin Mohammed al-Sudairy |   | Ahmed al-Kabir bin Mohammed al-Sudairy                |                                                         |  |  |       |  |  |                                       |  |  |                                 |  |
|                                                   |   | …                                                     | …                                                       |  |  |       |  |  |                                       |  |  |                                 |  |
|                                                   |   | …                                                     | …                                                       |  |  |       |  |  |                                       |  |  |                                 |  |
|                                                   |   | …                                                     | …                                                       |  |  |       |  |  |                                       |  |  |                                 |  |
| Seeta bint Abd al-Aziz Al Sa'ud                   |   | …                                                     |                                                         |  |  |       |  |  |                                       |  |  |                                 |  |
|                                                   | … | …                                                     |                                                         |  |  |       |  |  |                                       |  |  |                                 |  |
|                                                   | … | …                                                     |                                                         |  |  |       |  |  |                                       |  |  |                                 |  |
|                                                   | … | …                                                     |                                                         |  |  |       |  |  |                                       |  |  |                                 |  |
| Asi al-Shuraim                                    | … |                                                       |                                                         |  |  |       |  |  |                                       |  |  |                                 |  |
|                                                   |   | …                                                     | …                                                       |  |  |       |  |  |                                       |  |  |                                 |  |
|                                                   |   | …                                                     | …                                                       |  |  |       |  |  |                                       |  |  |                                 |  |
|                                                   |   | …                                                     | …                                                       |  |  |       |  |  |                                       |  |  |                                 |  |
| Fahda bint Asi Al Shuraim                         |   | …                                                     |                                                         |  |  |       |  |  |                                       |  |  |                                 |  |
|                                                   |   | …                                                     | …                                                       |  |  |       |  |  |                                       |  |  |                                 |  |
|                                                   |   | …                                                     | …                                                       |  |  |       |  |  |                                       |  |  |                                 |  |
|                                                   |   | …                                                     | …                                                       |  |  |       |  |  |                                       |  |  |                                 |  |
| …                                                 |   | …                                                     |                                                         |  |  |       |  |  |                                       |  |  |                                 |  |
|                                                   |   | …                                                     | …                                                       |  |  |       |  |  |                                       |  |  |                                 |  |
|                                                   |   | …                                                     | …                                                       |  |  |       |  |  |                                       |  |  |                                 |  |
|                                                   |   | …                                                     | …                                                       |  |  |       |  |  |                                       |  |  |                                 |  |
|                                                   |   | …                                                     |                                                         |  |  |       |  |  |                                       |  |  |                                 |  |